# Górówka pronoe
Górówka pronoe (kniejowiec barwny większy) (Erebia pronoe) – gatunek motyla z rodziny południc. Występuje w Alpach, Pirenejach, Tatrach, Karpatach Południowych i w górach Półwyspu Bałkańskiego. W Polsce spotykany jedynie w Tatrach Zachodnich.
Rozpiętość skrzydeł: 42 – 44 mm. Przednie skrzydła z jasną pionową przepaską przy brzegach, zwężającą się ku tylnemu brzegowi, szerszą od spodu niż z wierzchu. U samca tylne skrzydła od spodu są brunatne z fiołkowo-niebieskim odcieniem, u samicy – jasnoszare z ciemniejszą przepaską na środku.
Siedlisko ma na nasłonecznionych polanach leśnych i łąkach górskich na wysokości 1000–1400 m n.p.m. Preferuje podłoża wapienne.
W ciągu sezonu ma jedno pokolenie. Motyle latają od końca lipca do początku września.
W Polsce występuje ich prawdopodobnie zaledwie kilkadziesiąt. Zagrożeniami dla niego są sztuczne zalesianie łąk i stoków górskich, wypas owiec, masowa turystyka i kolekcjonowanie tych rzadkich motyli przez hobbystów. Nie jest objęty ochroną gatunkową – jest chroniony tylko jako element przyrody Tatrzańskiego Parku Narodowego, gdzie stwierdzono jego występowanie tylko na jednym stanowisku w Wielkich Koryciskach w Dolinie Chochołowskiej. W Polskiej czerwonej księdze zwierząt otrzymał status EN – gatunku silnie zagrożonego wyginięciem.